# Даразак
Дараза́к (фр. Darazac, окс. Darasac) — коммуна во Франции, находится в регионе Лимузен. Департамент — Коррез. Входит в состав кантона Сен-Прива. Округ коммуны — Тюль.
Код INSEE коммуны — 19069.
Коммуна расположена приблизительно в 410 км к югу от Парижа, в 100 км юго-восточнее Лиможа, в 27 км к востоку от Тюля.

## Население
Население коммуны на 2008 год составляло 158 человек.
| 1962 | 1968 | 1975 | 1982 | 1990 | 1999 | 2008 |
| ---- | ---- | ---- | ---- | ---- | ---- | ---- |
| 253  | 270  | 246  | 182  | 149  | 140  | 158  |

## Администрация
| Период | Период | Фамилия       | Партия | Примечания |
| ------ | ------ | ------------- | ------ | ---------- |
| 1995   | 2001   | Поль Бражу    |        |            |
| 2001   | 2008   | Пьер Гийом    |        |            |
| 2008   |        | Жоэль Бейнель |        |            |

## Экономика
В 2007 году среди 82 человек в трудоспособном возрасте (15-64 лет) 45 были экономически активными, 37 — неактивными (показатель активности — 54,9 %, в 1999 году было 60,5 %). Из 45 активных работали 43 человека (19 мужчин и 24 женщины), безработных было 2 (1 мужчина и 1 женщина). Среди 37 неактивных 9 человек были учениками или студентами, 23 — пенсионерами, 5 были неактивными по другим причинам.